# Райхардт, Маргарета
Маргарета Райхардт (6 марта 1907, Эрфурт — 25 мая 1984, Эрфурт), также известная как Грета Райхардт, была художницей по текстилю, ткачихой и графическим дизайнером из Эрфурта, Германия. Она была одним из самых известных дизайнеров, вышедших из ткацкой мастерской школы дизайна Баухаус в Дессау, Германия. Большую часть своей взрослой жизни она провела, управляя собственной независимой ткацкой мастерской в Эрфурте, который находился под властью нацистов, а затем стал частью коммунистической Восточной Германии.

## Ранняя жизнь и образование
Маргарета Райхардт родилась в Эрфурте 6 марта 1907 года. Её отец был мастером-портным и пономарём католической церкви Северикирхе (церковь Святого Северуса). Семья жила в квартирах в Северихоф, известном здании, принадлежащем церкви, с видом на соборную площадь Эрфурта. Она была единственным ребёнком.
С 1913 по 1921 год она посещала Katholischen Bürgerschule (католическая школа) и Mädchenlyzeums der Ursulinen (школа для девочек, которой руководят монахини-урсулинки) в Эрфурте.
В 1921 году Маргарете Райхардт было дано специальное разрешение начать обучение в возрасте 14 лет в Erfurt Kunstgewerbeschule, школе прикладного искусства. Она оставила школу в 1925 году как квалифицированная мастерица.
В 1923 году, находясь в Kunstgewerbeschule, она отправилась с классной экскурсией в близлежащий Веймар, чтобы посетить самую первую выставку Баухауса, проходившую в Haus am Horn. Она была в восторге от выставки, и позже, в 1925 году, она вдохновила её подать заявку на учёбу в школу. Маргарета была абитуриенткой номер 83.

## В Баухаусе
С 1926 по 1931 год Райхардт была студенткой школы дизайна Баухаус в Дессау, Германия. Первый семестр состоял из предварительного курса, который вели Йозеф Альберс и Ласло Мохой-Надь. После этого она получила образование в ткацкой мастерской Баухауса. Она также посещала занятия Пауля Клее, Йоста Шмидта и Василия Кандинского. Маргарета сдала экзамен на подмастерье Баухауса в 1929 году, а в 1931 году была награждена дипломом Баухауса, получив диплом № 54.
Во время своего пребывания в Баухаусе она провела зимний семестр между 1929 и 1930 годами, работая странствующим учителем в Кенигсберге, Восточная Пруссия. Город был разрушен во время Второй мировой войны и её последствий.
С 1930 года до лета 1931 года Райхардт была внештатной мастерицей в ткацкой мастерской Баухауса. Весной 1931 года Райхардт вместе с Гербертом фон Арендом (1910—2001) и Ильзой Фойгт (1905—1990) была одной из зачинщиков восстания против педагогического руководства начальника ткацкой мастерской Гунты Штёльцль. Это, а также политическая враждебность против Штёльцль (она вышла замуж за студента-еврея Арье Шарона) привели к тому, что Штёльцль попросили уйти в отставку. Райхардт, фон Аренд и Фойгт были временно исключены.
В 1932 году Маргарета совершила годовую рабочую и учебную поездку в Нидерланды. Там она изучала типографику у дизайнера Пита Цварта, а затем стала директором ткацкой мастерской в Гааге.

### Деревянные игрушки
В 1926 году, на первом курсе Баухауса, Маргарета прошла подготовительный курс под руководством Йозефа Альберса и Ласло Мохой-Надя. Во время учёбы в классе она разработала две теперь хорошо известные деревянные игрушки, которые позже были коммерчески произведены игрушечной компанией Naef в Швейцарии.
Steckpuppen (или уменьшительное Steckpüppchen), известные как «куклы-колышки» на английском языке, представляют собой набор из трёх ярко раскрашенных деревянных фигурок на металлических штифтах, которые можно перемещать на деревянной основе.
Хампельманн, известный как «Прыгающий Джек», представляет собой раскрашенную деревянную фигуру человека в деревянной раме. У него шарнирные конечности, которые двигаются, когда дёргают за верёвку.
Райхардт училась и работала со многими известными людьми Баухауса. Она разработала текстильные покрытия для трубчатых стальных стульев Марселя Брейера. Eisengarn, что в переводе означает «железная пряжа», представляет собой очень прочный, долговечный вощёный хлопковый материал. На самом деле в ткани нет железа. Ткань из пряжи блестит и прочна на разрыв. Этот материал был первоначально разработан в Германии в середине XIX века, и к 1875 году производился в некотором количестве, однако Маргарета Райхардт улучшила качество, пока работала в Баухаусе, и Марсель Брейер использовал его в своих трубчатых стальных стульях.
Улучшенная версия «железной пряжи» Райхардт также использовалась в качестве покрытия для сидений самолётов в 1930-х годах. Она также помогала разрабатывать типы тканей со звукоизоляционными и светоотражающими свойствами, когда работала в Баухаусе.

### Другие проекты Баухауса
Баухаус придавал большое значение сотрудничеству с промышленностью, а студенты участвовали во многих практических проектах за пределами школы.
Текстиль студентки Маргареты Райхардт был использован в отделке Bundesschule des Allgemeinen Deutschen Gewerkschaftsbundes (Школе профсоюзов ADGB), построенной между 1928 и 1930 годами в Бернау-бай-Берлин. Архитекторами выступили Ханнес Мейер и Ханс Виттвер. Сейчас школа является частью Всемирного наследия Баухауса.
Её работы также использовались в кафе Старого театра в Дессау, которое было перестроено в 1927 году после пожара в более раннем здании. Новое здание было разрушено во время бомбардировок Второй мировой войны.

## Жизнь в Эрфурте
В 1933 году Маргарет возвращается в Эрфурт. Ей удалось получить ряд станков и другого оборудования, которые поступили из недавно закрытой ткацкой мастерской Баухауса, и открыть свою собственную мастерскую в Северихофе, где жила её семья.
Она вышла замуж за Ганса Вагнера (1906—1981) в 1936 году и после этого иногда использовала фамилию Вагнер-Райхардт. Ганс вместе со своим братом руководил фотостудией под названием Gebrüder Wagner (Братья Вагнер). Маргарета научила его ткать, и они вместе работали в ткацкой мастерской. В 1939 году Ганс ушёл на военную службу. Пара развелась в 1952 году. У них не было детей. После развода Ганс руководил собственной отдельной ткацкой мастерской в Эрфурт-Хоххайме.
В 1939 году вместе с Гансом Маргарета построила дом и мастерскую в Бишлебене, пригороде Эрфурта, примерно в 7 км от центра города. Маргарета жила и работала там до конца своей жизни, производя гобелены и ковры, а также ткани для одежды, штор и мебели.
Она получила квалификацию мастера-ткача, и в 1942 году Thuringen Handwerkskammer (Тюрингенская палата ремёсел) дала ей право обучать подмастерьев.
В нацистский период Маргарета Райхардт была членом Reichskulturkammer, правительственного учреждения и профессиональной организации для всех немецких художников. Членство было обязательным для всех профессиональных художников.
В 1946 году она в течение года преподавала на текстильном факультете Meisterschule für Handwerk und Handwertskunst в Эрфурте, школе прикладного искусства, которая пришла на смену Kunstgewerbeschule, которую она посещала в молодости и которая находилась в том же здании.
В 1952 году Райхардт была принята в Объединение художников Германской Демократической Республики.
В коммунистической Восточной Германии были разрешены некоторые небольшие независимые предприятия, такие как ткацкая мастерская Маргареты Райхардт, но была нехватка сырья, и предприятия контролировались правительством, которое отдавало предпочтение госпредприятиям. Чтобы получить материалы, Маргарете потребовалось развить хорошие навыки ведения переговоров с соответствующими органами, а также она использовала связи на западе, в частности в Скандинавии, чтобы ей присылали сырьё.
В 1953 году в Восточной Германии произошли политические волнения, приведшие к народному восстанию, в ходе которого советские войска были введены в Восточный Берлин, и многие мирные жители были убиты. В том же году Райхардт предложили несколько должностей, которые дали бы ей возможность переехать в Западную Германию. Гамбургский университет изящных искусств и университеты в Касселе и Мюнхене предлагали ей читать лекции, но она не принимала приглашения.
2 декабря 1976 года Маргарета была одной из 18 бывших «баухойслернов» (бывших сотрудников и студентов Баухауса), присутствовавших на официальном открытии здания Баухауса в Дессау после того, как оно было восстановлено правительством Восточной Германии.

### Handweberei Grete Reichardt
Handweberei Grete Reichardt — название ткацкой мастерской Маргареты Райхардт. Когда она была замужем и работала со своим мужем Гансом Вагнером с 1936 по 1952 год, мастерская называлась Handweberei Wagner-Reichardt. В мастерской одновременно работало до пяти учеников, а всего за свою жизнь Райхардт обучила более 50 учеников.
Маргарета и её ученики делали ковры, гобелены, мебельные покрытия, ткани для одежды и другие предметы декора. Мастерская также создавала текстиль для музеев, театров и других общественных зданий. Ткань была соткана вручную, одежда, сделанная из неё, продавалась в обычных магазинах и была не по средствам обычным людям.
Райхардт вручную соткала один из трёх гобеленов для отреставрированного собора Святой Ядвиги в Берлине в 1963 году. «На нём изображена стилизация города с именами апостолов, начертанными на камнях фундамента. Бог представлен Древом Жизни, а ягнёнок — символом Христа».

## Смерть
Маргарета Райхардт неожиданно скончалась в своём доме в Эрфурт-Бишлебене 25 мая 1984 года в возрасте 77 лет. Она продолжала управлять своей мастерской до самой смерти.
В её честь названа Grete Reichardt Straße в пригороде Эрфурта, Рингельберге. В этом районе есть ещё несколько улиц, названных в честь известных деятелей Баухауса, потому что Эрфурт находится всего в 20 км от Веймара, где был основан Баухаус.

## Музей Маргареты Райхардт
После смерти Маргареты Райхардт были предприняты попытки сохранить её дом и мастерскую в качестве музея и мемориала. Дом, мастерская и содержимое, включая ткацкие станки и сад, получили статус охраняемого памятника в 1987 году, а в 1989 году он стал официальным музеем города Эрфурт. Здание реставрировано в 1990 году. Музей называется Margaretha Reichardt Haus.
Дом построен в 1939 году. Архитектурные планы были составлены бывшим современником Райхардт в Баухаусе Конрадом Пюшелем. Он не похож на типичное здание Баухауса с плоской крышей, скорее на традиционный дом с черепичной крышей того времени. В доме Маргареты Райхардт представлена мастерская на нижнем этаже с шестью оригинальными деревянными ручными станками, два из которых были произведены в ткацкой мастерской Баухауса в Дессау. Также можно посетить часть жилых помещений Райхардт. Комнаты такие же, какими они были, когда она была жива, и в них есть образцы её ковров и настенных ковров, а также некоторая оригинальная мебель Баухауса, в том числе трубчатый стальной стул Марселя Брейера с тканью Райхардт. Также можно увидеть куклы Steckpuppe, есть коллекция текстиля и одежды, изготовленной из тканей, произведённых в мастерской.
С 1992 года Margaretha Reichardt Haus находится в ведении Angermuseum Erfurt, главной художественной галереи города. Его можно посетить по предварительной записи, и предлагаются туры, которые включают демонстрацию работы ткацких станков.

## Выставки и публичные коллекции
При жизни работы Маргареты были показаны на более чем 20 персональных выставках, а также было проведено несколько посмертных выставок. В дополнение к этому, с 1936 по 1975 год (кроме периода Второй мировой войны) её работы экспонировались на выставках ремёсел, которые проходили в музее Грасси во время ежегодной Лейпцигской торговой ярмарки. Лейпцигский музей прикладного искусства хранит её работы в своей постоянной коллекции.
Angermuseum Erfurt также хранит её работы в своей коллекции. В 2019 году прошла выставка Vier «Bauhausmädels»: Gertrud Arndt, Marianne Brandt, Margarete Heymann, Margaretha Reichardt, 23 March-16 June 2019.
В современном архиве Bauhaus-Universität Weimar хранится 31 рисунок и 11 текстильных изделий, которые Маргарета сделала в Баухаусе в Дессау.
На Exposition Internationale des Arts et Techniques dans la Vie Moderne (Международная выставка искусства и технологий в современной жизни) в 1937 году в Париже она была удостоена почётного диплома.
Она также была награждена почётным золотым дипломом на IX Миланской триеннале 1951 года за выставленный ею гобелен ручной работы.
Примеры работ Райхардт в Баухаусе хранятся в Нью-Йоркском музее современного искусства (MoMA) и были включены в выставку «Баухаус 1919—1933: мастерские для современности», 8 ноября 2009 г. — 25 января 2010 г..
Одежда, сделанная из текстиля Маргареты Райхардт, и дизайн ковра были показаны на выставке «Баухаус: искусство как жизнь» (3 мая — 12 августа 2012 г.) в Художественной галерее Барбикан в Лондоне.
Купер Хьюитт, Смитсоновский музей дизайна в Нью-Йорке, хранит стул B5 с её железной тканью.
Кроме того, её работы хранятся в ряде других частных и государственных коллекций, в том числе в коллекции Фонда Баухауса в Дессау.

### Каталоги выставок
- Buchloh, B. and Doherty, B. (2009) Bauhaus 1919—1933: Workshops for modernity (held 8 November 2009 — 25 January 2010). New York: The Museum of Modern Art. ISBN 978-0870707582
- Gebauer, W., Laufer, G. and Reichardt, M. (1968). Grete Reichardt, Walter Gebauer, Günther Laufer. Eisenach.
- Nolde, F. and Behrends, R. (1994). Margaretha Reichardt, 1907—1984: Textilkunst. Angermuseum Erfurt: Erfurt. ISBN 978-3930013081, ISBN 3930013088. Catalogue for an exhibition held by the Angermuseum Erfurt, 11 November 1994 to 15 January 1995 at the Waidspeicher des Kulturhofes Kronbacken, Erfurt and 30 January to 4 March 1995 at the Kunstsammlungen der Universität Leipzig (University of Leipzig Art Collection).
- Reichardt, M. (1967). Grete Reichardt. Weimar.
- Reichardt, M. and Voß, K. (1985). Margaretha Reichardt, Textil. Erfurt: GAF (Galerie am Fischmarkt, Erfurt).
- Schierz, Kai Uwe (ed.), et al. (2019) 4 «Bauhausmädels»: Gertrud Arndt, Marianne Brandt, Margarete Heymann, Margaretha Reichardt. (Catalogue of an exhibition held at the Angermuseum Erfurt, 23 March-16 June 2019). Dresden: Sandstein Kommunikation (in English and German) ISBN 978-3954984596